# استرونال
استرونال (انگلیسی: Strunal) شرکت تجهیزات موسیقی در جمهوری چک است، که در سال ۱۹۲۲ تأسیس شد.